# 竈門亀千代
竈門 亀千代（かまど かめちよ、1879年（明治12年）5月24日 - 没年不明）は、日本の医師。竈門眼科医院院長。有田郡医師会評議員、健保査定委員。族籍は和歌山県平民。

## 経歴
和歌山県出身。湯浅町湯浅在籍。1905年（明治38年）8月、岡山医学専門学校（のちの岡山大学医学部）を卒業後、同年香川県高松市市立病院勤務。1906年（明治39年）、神戸市山本眼科病院勤務。なお、勤務中に船医としてハワイ（布哇）移民局トラホーム検査の情態視察に赴き、同地に四か月滞在した。
1907年（明治40年）、和歌山市木下眼科医院に勤務し、同年竈門眼科医院を開業。

## 人物
趣味は書画と魚釣り。

## 家族
- 妻・謙子（1887年（明治20年）10月生） 
  - 和歌山県士族・吉村熊次郎の娘で、紀陽倉庫株式会社専務取締役を務めた吉村孝太郎の妹[5]。
- 次女・富士子（1911年（明治44年）8月生、県立湯浅高女卒） 
  - 夫の木下信雄は和歌山県医師・木下行道の息子で、シティ・オブ・ホープ医学研究所所長や大阪市立医科大学学長を務めた木下良順の弟にあたる[6][7]。